# Shenyang J-6
Le Shenyang J-6 (歼-6; désigné F-6 dans ses versions d'exportation) Farmer (désignation OTAN) est la version construite en République populaire de Chine du chasseur russe Mikoyan-Gourevitch MiG-19 Farmer.

## Historique
Un J-6 de la marine chinoise piloté par le capitaine Gao Xiang abat au canon le 20 septembre 1965 un F-104C de l'USAF basé a Da Nang au large de l'île d'Hainan après une erreur de navigation. Le pilote américain, Phil Smith, a pu s'éjecter et été gardé prisonnier jusqu'en 1973.
le 21 août 1967, deux Grumman A-6 Intruder du porte-avions USS Constellation (CVA-64) qui après une mission de bombardement contre le Nord-Viêt Nam entrent accidentellement dans l’espace aérien chinois et sont abattus. Trois des quatre membres d'équipage sont tués, le quatrième, Robert J. Flynn (en) sera gardé prisonnier jusqu'en 1973.

## Utilisateurs
Le J-6 a longtemps été en service en Chine. Mais il a été aussi vendu à des pays alliés de Pékin ou en rupture avec Moscou.

### Utilisateurs actuels

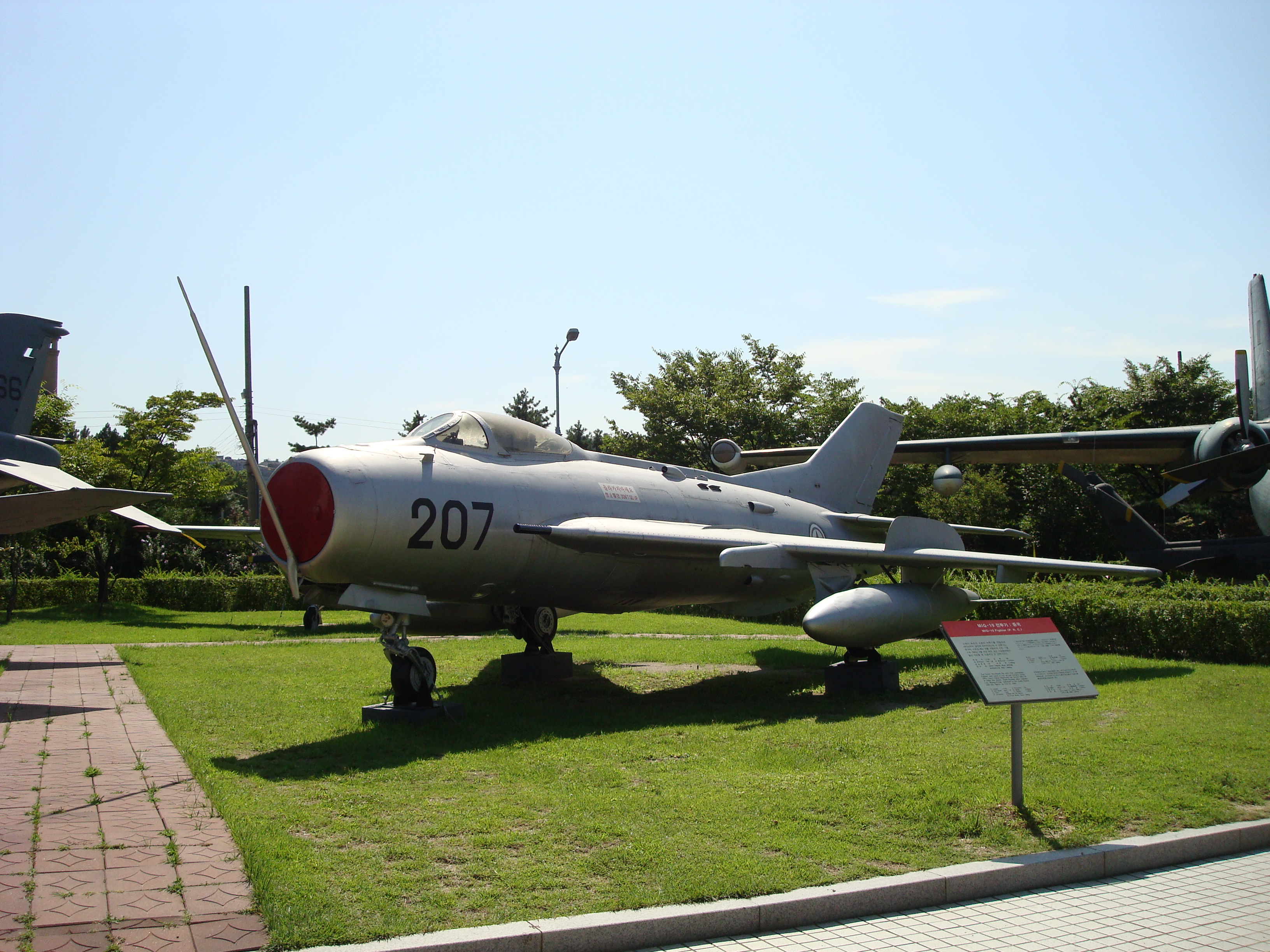
Un J-6 nord-coréen d'un transfuge exposé en Corée du Sud.

- Chine - Force aérienne chinoise. Les J-6 ont été retirés des unités de combat en 2005, mais quelques rares J-6 sont encore utilisés pour des missions d'entrainement.
- Tanzanie - Escadre aérienne de la force de défense populaire tanzanienne. 3 chasseurs F-6 et 1 avion d’entraînement FT-6 en service en décembre 2019[3].
- Birmanie - Force aérienne du Myanmar. 16 F-6 ont été livrés à partir de 1992[4]. Quelques-uns seraient encore en service.
- Corée du Nord - Force aérienne populaire de Corée. Des F-6 seraient encore en service dans les 46e Air Regiment de Wonsan Air Base et le régiment de Kwail/Pungchon Air Base[5]
- Zambie - Commandement de la force aérienne et de la défense aérienne zambienne. 8 chasseurs F-6 et 2 avions d’entraînement FT-6 en service en décembre 2019.

### Anciens utilisateurs
- Albanie - Force aérienne albanaise. Le dernier F-6 fut utilisé en 2005, date du retrait officiel de cet appareil.
- Bangladesh
- Cambodge
- Égypte
- Irak - 40 livrés entre 1982 et 1983[6].
- Pakistan
- Somalie
- Soudan
- Viêt Nam
- Zimbabwe

## voir aussi

### Développement lié
- MiG-19
- Nanchang Q-5

### Aéronefs comparables
- F-100 Super Sabre
- Super Mystère